# Solakzade Mehmed Hemdemi
Solakzade Mehmed Efendi (Çelebi), noto anche con lo pseudonimo di Hemdemi (1592 – 1658), è stato uno storico e compositore ottomano. Scrisse una famosa storia ottomana intitolata Tarih-i Solakzade (Storia di Solakzade). Sembra che fosse figlio di un Solak, un giannizzero della guardia personale del sultano, e che fosse nato a Costantinopoli.